# Ванжилов, Баир Владимирович
Баир Владимирович Ванжилов (27 августа 1975 года, Амгаланта, Хоринский район, Бурятская АССР, РСФСР, СССР) — российский бурятский самбист, чемпион России и мира по боевому самбо, Заслуженный мастер спорта России.

## Биография
Окончил начальную школу в родном селе, затем два года учился в Усть-Эгитуйской средней школе. Продолжил учёбу в Улан-Удэ в республиканской школе-интернате. Работал механизатором в Амгаланте. Окончил Бурятский государственный университет.

## Спортивные результаты
- 2001 — чемпион Дальнего Востока;
- 2002 — чемпион Иркутской области;
- 2003 — Финалист международного турнира в Бишкеке;
- Чемпионат России по боевому самбо 2004 года — ;
- 2005 — чемпион Сибирского военного округа по рукопашному бою;
- Чемпионат России по боевому самбо 2005 года — ;
- Чемпионат России по боевому самбо 2006 года — ;
- Чемпионат России по боевому самбо 2007 года — ;

В финале чемпионата мира в Праге выступал со сломанной рукой, но это не помешало ему стать чемпионом мира.